# Dicasterie voor de Interreligieuze Dialoog
Het Dicasterie voor de Interreligieuze Dialoog is een dicasterie van de Romeinse Curie.

## Geschiedenis
Het Secretariaat voor Niet-Christenen werd op 19 mei 1964 ingesteld door paus Paulus VI.
Op 28 juni 1988 vaardigde paus Johannes Paulus II de apostolische constitutie Pastor Bonus uit waarin de naam van het secretariaat gewijzigd werd in Pauselijke Raad voor de Interreligieuze Dialoog; deze raad werd een vast onderdeel van de Romeinse Curie.
In 2006 besliste paus Benedictus XVI dat de Pauselijke Raad voor de Interreligieuze Dialoog een onderdeel werd van de Pauselijke Raad voor de Cultuur; in 2007 werd dit besluit door hem teruggedraaid. 
Op 5 juni 2022 werd bij de invoering van de apostolische constitutie Praedicate Evangelium de structuur van de Romeinse Curie gewijzigd. De raad werd vanaf die datum voortgezet onder de naam Dicasterie voor de Interreligieuze Dialoog.
Vooral onder het voorzitterschap van Francis Arinze (1984-2002) werd de raad op de kaart gezet. Hij reisde veel en werd vooral in de Verenigde Staten een populair spreker. Voor zijn werk kreeg kardinaal Arinze in 1999 de gouden medaille van  de Internationale Raad voor Christenen en Joden.

## Verantwoordelijkheden
In de geest van de verklaring Nostra Aestate op 28 oktober 1965 tijdens het Tweede Vaticaans Concilie heeft het dicasterie de volgende verantwoordelijkheden:
1. het bevorderen van onderling begrip, respect en samenwerking tussen de katholieke Kerk en de gelovigen van andere religies
2. het stimuleren van het onderzoek over de religies
3. het bevorderen van de opleiding van personen om de dialoog te voeren

## Huidige activiteiten
De activiteiten van het dicasterie zijn gericht op de gemeenschappelijke waarden en interesses voor de gelovigen en de spirituele leiders van andere godsdiensten. Het dicasterie verwelkomt bezoekers, bezoekt zelf andere godsdiensten, houdt vergaderingen en publiceert driemaal per jaar een nieuwsbrief.